# Stallone Limbombe
Stallone Limbombe (Malines, 26 marzo 1991) è un calciatore belga, attaccante del Cappellen.

## Caratteristiche tecniche
È un'ala destra.

## Carriera
Ha esordito fra i professionisti nel 2011 con la maglia della Leonesa.
Il 24 maggio 2018 viene acquistato dal Gent.

## Statistiche

### Presenze e reti nei club
Statistiche aggiornate all'11 agosto 2018.
| Stagione                | Squadra                 | Campionato              | Campionato | Campionato | Coppe nazionali | Coppe nazionali | Coppe nazionali | Coppe continentali | Coppe continentali | Coppe continentali | Altre coppe | Altre coppe | Altre coppe | Totale | Totale | Totale |
| Stagione                | Squadra                 | Comp                    | Pres       | Reti       | Comp            | Pres            | Reti            | Comp               | Pres               | Reti               | Comp        | Pres        | Reti        | Pres   | Reti   |        |
| ----------------------- | ----------------------- | ----------------------- | ---------- | ---------- | --------------- | --------------- | --------------- | ------------------ | ------------------ | ------------------ | ----------- | ----------- | ----------- | ------ | ------ | ------ |
| 2011-2012               | Leonesa                 | SDB                     | 24         | 2          | CR              | 0               | 0               |                    | -                  | -                  |             | -           | -           | 24     | 2      |        |
| 2012-2013               | Leonesa                 | SDB                     | 13         | 0          | CR              | 0               | 0               |                    | -                  | -                  |             | -           | -           | 13     | 0      |        |
| Totale Cultural Leonesa | Totale Cultural Leonesa | Totale Cultural Leonesa | 37         | 2          |                 | 0               | 0               |                    | -                  | -                  |             | -           | -           | 37     | 2      |        |
| 2013-2014               | Lierse Kempenzonen      | D3                      | 20         | 0          | CB              | 2               | 0               |                    | -                  | -                  |             | -           | -           | 22     | 0      |        |
| 2014-2015               | Anversa                 | D2                      | 19         | 3          | CB              | 1               | 0               |                    | -                  | -                  |             | -           | -           | 20     | 3      |        |
| 2015-2016               | Anversa                 | D2                      | 29         | 5          | CB              | 2               | 0               |                    | -                  | -                  |             | -           | -           | 31     | 5      |        |
| 2016-2017               | Anversa                 | D2                      | 20         | 2          | CB              | 2               | 0               |                    | -                  | -                  |             | -           | -           | 22     | 2      |        |
| 2017-2018               | Anversa                 | D1                      | 20+2       | 6+0        | CB              | 1               | 0               |                    | -                  | -                  |             | -           | -           | 23     | 6      |        |
| Totale Anversa          | Totale Anversa          | Totale Anversa          | 90         | 16         |                 | 6               | 0               |                    | 0                  | 0                  |             | -           | -           | 96     | 16     |        |
| 2018-2019               | Gent                    | D1                      | 3          | 1          | CB              | 0               | 0               | UEL                | 0                  | 0                  |             | -           | -           | 3      | 1      |        |
| Totale carriera         | Totale carriera         | Totale carriera         | 150        | 19         |                 | 8               | 0               |                    | 0                  | 0                  |             | -           | -           | 158    | 19     |        |

## Palmarès

### Club

#### Competizioni nazionali
- Tweede klasse: 1

Anversa: 2016-2017